# Ipomoea carnea
Ipomoea carnea ist eine Pflanzenart aus der Gattung der Prunkwinden (Ipomoea) aus der Familie der Windengewächse (Convolvulaceae). Die Art ist in Amerika und auf den Westindischen Inseln verbreitet.

## Beschreibung
Ipomoea carnea ist eine strauchig oder als Liane wachsende Pflanze, die eine Wuchshöhe von 1 bis 2 m, oder mit Kletterhilfe auch 5 m erreichen kann. Die Blattspreiten ihrer Laubblätter sind breit herzförmig-eiförmig zugespitzt und meist 10 bis 15 cm lang und ähnlich breit. Die Blattunterseite ist weich filzig behaart.
Die Blüten erreichen eine Länge von bis zu 10 cm. Sie stehen in mehrblütigen Zymen, die kürzer als die Laubblätter sind, an bis zu 5 cm langen Blütenstielen. Blütenstiele und auch die Knospen sind feinflaumig behaart. Die Kelchblätter sind nahezu gleich geformt, fast kreisförmig und 5 bis 6 mm lang. Die Krone ist pink oder rosenrot gefärbt, trichterförmig und in der Mitte mit einem feinfilzigen Band versehen. Die Staubblätter haben eine Länge von 2 bis 4 cm, die Staubbeutel sind 8 mm lang. 
Die Samen sind lang filzig behaart.
Die Chromosomenzahl beträgt 2n = 30.

## Verbreitung
Die Art ist von Peru über Mittelamerika bis nach Venezuela sowie auf den Westindischen Inseln verbreitet.

## Systematik
Innerhalb der Gattung der Prunkwinden (Ipomoea) ist die Art in die Serie Jalapae der Sektion Eriospermum in der gleichnamigen Untergattung Eriospermum eingeordnet.
Man kann zwei Unterarten unterscheiden:
- Ipomoea carnea subsp. carnea: Sie kommt ursprünglich vom südöstlichen Mexiko bis Venezuela und Peru vor.[3]
- Ipomoea carnea subsp. fistulosa (Mart. ex Choisy) D.F.Austin: Sie kommt ursprünglich von Mexiko bis ins tropische Südamerika vor.[3]

## Belege